# (6353) Semper
(6353) Semper ist ein Asteroid des Hauptgürtels, der am 16. Oktober 1977 von dem niederländischen Astronomenehepaar Cornelis Johannes van Houten und Ingrid van Houten-Groeneveld entdeckt wurde. Die Entdeckung geschah im Rahmen des dritten Trojaner Surveys, bei dem von Tom Gehrels mit dem 120-cm-Oschin-Schmidt-Teleskop des Palomar-Observatoriums aufgenommene Feldplatten an der Universität Leiden durchmustert wurden.
Benannt wurde er nach dem deutschen Architekten und Kunsttheoretiker in der Mitte des 19. Jahrhunderts Gottfried Semper (1803–1879), der als Vertreter des Historismus, insbesondere der Neorenaissance, und Mitbegründer der modernen Theaterarchitektur gilt.